# Vapnagaard
Vapnagaard er et boligområde i Helsingør. Det ligger i byens sydlige del nær Kongevejen.

## Historie
Vapnagård har navn efter en tidligere gård, hvis bygning stadig er bevaret. Den fungerede som landbrugs- og lystejendom frem til 1950, da den daværende Helsingør Købstadskommune købte ejendommen for at sikre dens arealer til fremtidige byudvikling. Kommunen videresolgte gården i 1966 til Det sociale Boligselskab, der havde planer om at opføre et stort antal etageboliger på jorden. Byggeriet startede i 1968 og to år senere var byggeriets første etape omfattende 18 boligblokke omkring Hestens Bakke afsluttet. En anden etape omfattede 39 boligblokke. Efter områdets første udbygning, der afsluttedes i 1972, er bebyggelsen blevet renoveret flere gange således i årene 2012-2015.

## Bebyggelsen
Bebyggelsen består af 57 store ensartede etageboligblokke, der ligger parallelt eller vinkelret på hinanden som fritliggende enheder. Midt i bebyggelsen ligger Vapnagaard Servicecenter beregnet til betjening af beboerne på forskellig vis. Boligblokkene består af lejligheder med 2-5 værelser, nogle med overdækkede altaner, nogle med tilhørende haver. De oprindelige boligblokke var i 3 etager og med fladt tag, men tagene er siden ændrede i forbindelse med renovering og der er indrettet lejligheder i tagetagen.

## Vej og parkeringsforhold
Bebyggelsen omkrandses af en ringvej, hvorfra der er adgang til parkeringspladser i de forskellige dele af bebyggelsen således, at hele bebyggelsesområdet friholdes for biler. Ringvejen anvendes også til busbetjening.

## Grønne områder
Midt i bebyggelsens nordlige del ligger Hestens Bakke, et højdedrag 59 meter over havets overflade. I områdets sydlige del er ligeledes sparet et grønt område.

## Faciliteter
Omtrent midt i bebyggelsen ligger et beboercenter.
I tilknytning til området men uden for dette ligger Sthens Kirke, skoler og en svømmehal.

## Sociale problemer
Området har været plaget af hærværk og andre sociale problemer. Området var optaget på Ghettolisten.